# Clematis serratifolia
Clematis serratifolia là một loài thực vật có hoa trong họ Mao lương. Loài này được Rehder mô tả khoa học đầu tiên năm 1910.